# Arantia ovalipennis
Arantia ovalipennis är en insektsart som beskrevs av Lucien Chopard 1954. Arantia ovalipennis ingår i släktet Arantia och familjen vårtbitare. Inga underarter finns listade i Catalogue of Life.